# Toepolev Tu-22
De Toepolev Tu-22 (Russisch: Туполев Tу-22) (NAVO-codenaam: Blinder) is een Sovjet supersonische bommenwerper en verkenningsvliegtuig.

## Geschiedenis

### Ontwikkeling
De Tu-22 was in eerste instantie bedoeld als supersonische vervanger van de Toepolev Tu-16-bommenwerper. Het ontwerp, door Toepolev aangeduid als Samolet 105, werd in 1954 getekend, maar de eerste vlucht vond pas plaats op 21 juni 1958. De beschikbaarheid van krachtigere motoren en een ontdekking van TsAGI voor het minimaliseren van transsonische weerstand, leidde tot de constructie van een herzien prototype, de 105A. Die vloog voor het eerst op 7 september 1959.
De eerste serie-geproduceerde Tu-22B-bommenwerper, gebouwd in Kazan-fabriek No. 22, vloog voor het eerst op 22 september 1960, en werd gepresenteerd tijdens een parade op 9 juli 1961. In eerste instantie kreeg het toestel de NAVO-codenaam Bullshot, welke ongepast werd gevonden, toen Beauty, wat te complimenterend werd bevonden, en uiteindelijk Blinder. Sovjetbemanningen noemden het toestel "Sjilo", vanwege zijn vorm.
De Tu-22 kwam in dienst in 1962 en 1963, maar had te kampen met grote problemen, wat ertoe leidde dat ze niet ingezet konden worden en het leidde ook tot crashes. Een van de vele problemen was het heet worden van de huid tijdens supersoon vliegen, waardoor het toestel niet goed meer te besturen was. De landingssnelheid lag 100 km/h hoger dan vorige bommenwerpers en de Tu-22 had de neiging om de neus omhoog te gooien, waardoor de staart de grond raakte. Het onderstel klapte soms ook in elkaar, met serieuze gevolgen, met name als er raketten vol brandstof meegenomen waren. 
Zelfs nadat de meeste van zijn problemen waren opgelost, werd de Blinder nooit makkelijk te vliegen, en had hij erg veel onderhoud nodig. Hij was uitzonderlijk impopulair bij de bemanningen, die soms weigerden te vliegen, en grondpersoneel tijdens zijn gehele carrière.
Tegen de tijd dat de Tu-22B (Blinder A) in dienst kwam was het al duidelijk dat zijn operationele nut beperkt was. Ondanks zijn snelheid was hij inferieur aan Tu-16 in actieradius, wapenlading en onderhoudbaarheid. Sovjet-leider Nikita Chroesjtsjov meende dat ICBM's de toekomst waren, en bommenwerpers zoals de Tu-22 liepen het gevaar uit dienst gehaald te worden. Daardoor werden er slechts 15 (volgens sommige bronnen 20) Tu-22B's gebouwd.
Een verkenningsversie, de Tu-22R (Blinder C), werd tegelijkertijd met de bommenwerper ontwikkeld, en kwam in dienst in 1962. De Tu-22R had een buis voor bijtanken in de lucht, die werd toegevoegd aan de meeste Blinders om hun actieradius te vergroten. Er werden 127 Tu-22R's gebouwd, waarvan er 62 naar de marine gingen voor maritieme verkenningsmissies. Van sommige van deze toestellen werden de camera's en sensoren verwijderd en verkocht voor export als Tu-22B, al hadden ze uiteindelijk meer gelijkenis met de Tu-22R dan met de eerder geproduceerde Tu-22.
Een trainingsversie van Blinder, de Tu-22U (Blinder D), werd in dezelfde periode in dienst genomen, met een hogere cockpit voor een instructeur. De Tu-22U had geen bewapening en er werden er 46 van gebouwd.
Er werd ook een versie ontwikkeld als drager voor raketten. Dit leidde tot de Tu-22K (Blinder B), met de mogelijkheid tot het meenemen van een enkele Raduga Kh-22 (AS-4 Kitchen) in een aangepast wapenruim. De Tu-22K werd ingezet door zowel de DA (Strategische luchtmacht) en de AVMF (Maritieme luchtmacht).
Het laatste Tu-22-subtype was de Tu-22P (Blinder E)-versie voor elektronische oorlogvoering, in eerste instantie bedoeld voor Elint, elektronische inlichtingen verzamelen. Sommige werden omgebouwd om dienst te doen als ECM-stoorzenders om de Tu-22K te ondersteunen. Elk Tu-22-regiment had er een squadron van.
De Tu-22 werd opgewaardeerd terwijl hij in dienst was met krachtigere motoren, bijtanken in de lucht (voor de toestellen die het nog niet hadden) en betere elektronica.
Tu-22's zijn geëxporteerd naar Irak en Libië in de jaren 70. Een Egyptisch verzoek werd afgewezen na het verkoelen van de Sovjet-Egyptische relaties tijdens de Jom Kipoeroorlog.

### Afwijzing
De Tu-22 werd geleidelijk uitgefaseerd uit de Sovjetdienst ten gunste van de beter presterende Toepolev Tu-22M. Ten tijde van het uiteenvallen van de Sovjet-Unie waren er nog 154 in dienst, maar aangenomen wordt dat er geen enkele meer vliegt. Er werden meer dan 70 toestellen verloren in verschillende operationele ongelukken.
De meeste van de Iraakse toestellen die de Irak-Iranoorlog hadden overleefd, werden vernietigd tijdens de Golfoorlog. De Libische toestellen zijn waarschijnlijk niet meer te onderhouden, doordat er geen reserveonderdelen meer te krijgen zijn.

### Oorlogsgebruik
Libië gebruikte de Blinder in de strijd tegen Tanzania in 1979, bij de aanval op Mwanza op 29 maart 1979. In de jaren 80 werden Libische bommenwerpers gebruikt bij de burgeroorlog in Tsjaad, en ze bestookten ook doelen in Soedan.
Irak gebruikte zijn Blinders in de Irak-Iranoorlog van 1980 tot 1988, waarbij ze ongeveer 7 van hun 12 toestellen verloren tijdens de strijd, waaronder een die door een Iraanse luchtdoelraket boven Teheran werd neergehaald en een tweede door een Iraanse F-14 Tomcat. De grootste verliezen werden geleden door Iraanse luchtaanvallen, wat de Irakezen dwong de Tu-22's naar Jemen te evacueren.
De enige strijd die de Sovjet-Blinders zagen was in 1988 tijdens de Afghaanse Oorlog. Radar-storende Tu-22PD's begeleidden Tu-22M-bommenwerpers die aan de Pakistaanse grens opereerden, en verdedigden ze tegen Pakistaanse luchtverdediging.

## Beschrijving
De Tu-22 heeft pijlvleugels onder een hoek van 55°. De twee grote turbojets, origineel Dobrynin VD-7M, later Kolesov RD-7M2, zijn achter op de romp geplaatst aan beide zijden van de verticale staartvin. Volgens een Toepolev OKB-handelsmerk, was het landingsgestel gemonteerd in pods onder de vleugels. De kleine hoek van de vleugels zorgde voor weinig weerstand tijdens hoge snelheden, maar leidde ook tot zeer hoge landingssnelheden en vereiste een lange startbaan.
De cockpit van de Tu-22 plaatste de piloot vooraan, lichtelijk naar links, met de wapenofficier erachter, en de navigator eronder.
Ter verdediging had de Tu-22 een staartkoepel onder de motoren met een of twee Noedelman-Richter NR-23 23 mm-kanonnen, met elk 250 patronen. De koepel werd gestuurd door een kleine radar, om het gebrek aan zicht naar achter van de wapenofficier te compenseren. De hoofdlading van de bommenwerper werd meegedragen in de romp tussen de vleugels in een bommenruim, waarin tot 24 FAB-500-vrijevalbommen of een FAB-9000-bom, of een variëteit aan nucleaire vrijevalwapens konden zitten. Op de Tu-22K was het ruim aangepast voor het meenemen van een enkele Raduga Kh-22 (AS-4 'Kitchen'). Dit enorme wapen was groot genoeg om een substantieel effect te hebben op de handelbaarheid en de prestaties, en vormde een veiligheidsrisico.
De vroege Tu-22B had een optisch bommenrichtsysteem, met een Roebin-1A nav/aanvalsradar. De Tu-22K had de Leinents PN (NAVO-codenaam Down Beat) om de Ch-22 te geleiden. Enkele Tu-22R's werden uitgerust met het Kub Elint-systeem, en later met een palet onder de romp voor de M-2-2 Sjompol-zijwaarts kijkende radar, en ook camera's en een infrarood-lijn-scanner. Een klein aantal Tu-22K's werd omgebouwd tot Tu-22KP- of Tu-22KPD-configuratie met Kurs-N-radarverklikker.

## Varianten
In totaal werden 311 Tu-22's gebouwd, de laatste in 1969.
- Tu-22B - Originele vrijeval bommenwerpervariant. Slechts 15 van gebouwd, vooral gebruikt voor training en testen.
- Tu-22R, RD, RK, RDK - Verkenningsvliegtuig, maar wel met bommenwerpermogelijkheden. 127 van gebouwd, inclusief RDM-versie.
- Tu-22RDM - Opgewaardeerde verkenningsversie, omgebouwd uit eerde RD-toestellen begin jaren 80, met instrumenten in een afneembare container.
- Tu-22P, PD - Elektronische oorlogvoering / Elint-versie, 47 gebouwd.
- Tu-22K, KD - gebouwd voor lanceren van de Radoega Ch-22, 76 gebouwd inclusief KP/KPD-versies
- Tu-22KP, KPD - versie met Ch-22P-antiradarraket.
- Tu-22U, UD- trainingsvliegtuig, 46 gebouwd

-D toevoeging betekent geschikt voor bijtanken in de lucht.
Bommenwerpers: TB-1 · TB-3 · Tu-2 · Tu-4 · Tu-14 · Tu-16 · Tu-20 · Tu-22 · Tu-22M · Tu-26 · Tu-95 · Tu-126 · Tu-160

Gevechtsvliegtuigen: R-6 · Tu-28 · Tu-128  —  Verkenningsvliegtuigen: Tu-95 · Tu-142

Verkeersvliegtuigen: Tu-104 · Tu-114 · Tu-124 · Tu-134 · Tu-144 · Tu-154 · Tu-204 · Tu-214 · Tu-244 · Tu-334 · Tu-444

Overig/Experimenteel: ANT-1 · ANT-2 · ANT-4 · ANT-7 · ANT-16 · ANT-20 · ANT-58 · ANT-103 · Tu-70 · Tu-72 · Tu-75 · Tu-80 · Tu-85 · Tu-91 · Tu-96 · Tu-98 · Tu-102 · Tu-105 · Tu-107 · Tu-110 · Tu-116 · Tu-119 · Tu-125 · Tu-155 · Tu-156 · Tu-206 · Tu-216